# Gemeinde Severna Kosovska Mitrovica
Die Gemeinde Severna Kosovska Mitrovica (serbisch Општина Северна Косовска Митровица Opština Severna Kosovska Mitrovica, albanisch Komuna e Mitrovicës Veriore) ist eine Gemeinde im Kosovo. Sie liegt im Bezirk Mitrovica. Der Verwaltungssitz dieser Gemeinde liegt im Nordteil der Stadt Mitrovica.

## Geographie
Die Gemeinde Severna Kosovska Mitrovica befindet sich im Norden des Kosovo. Im Norden grenzt die Gemeinde an Zvečan und im Osten, Süden sowie Westen an die Gemeinde Mitrovica e Jugut. Die Fläche beträgt 11 km². Zusammen mit den Gemeinden Mitrovica e Jugut, Vushtrria, Skënderaj, Leposavić, Zubin Potok und Zvečan bildet die Gemeinde den Bezirk Mitrovica.
Zum Gemeindegebiet gehören der überwiegend serbischsprachige Nordteil der Stadt Mitrovica, genannt Nord-Mitrovica, einschließlich eines Teils der Ortschaft Suhodoll.
Für 2022 wurde die Bevölkerungszahl von den Behörden in Pristina auf lediglich 11994 Einwohner geschätzt, was einem Rückgang von über 70 % in elf Jahren seit der letzten Volkszählung entsprechen würde.